# Ejecuciones de Núremberg
Las ejecuciones de Nuremberg tuvieron lugar el 16 de octubre de 1946, poco después de la conclusión de los juicios de Nuremberg. Diez destacados miembros de la dirección política y militar de la Alemania nazi fueron ejecutados por ahorcamiento: Hans Frank, Wilhelm Frick, Alfred Jodl, Ernst Kaltenbrunner, Wilhelm Keitel, Joachim von Ribbentrop, Alfred Rosenberg, Fritz Sauckel, Arthur Seyss-Inquart, y Julius Streicher. También estaba programado que Hermann Göring fuera colgado ese día, pero se suicidó utilizando una cápsula de cianuro de potasio la noche anterior.
Las sentencias se llevaron a cabo en el gimnasio de la prisión de Nuremberg por el Ejército de los Estados Unidos utilizando el método de caída estándar en lugar de la caída larga. Los verdugos eran el sargento mayor John C. Woods, y su ayudante, el policía militar Joseph Malta. Estos pueden haber calculado mal las longitudes de las cuerdas utilizadas para las ejecuciones, de tal manera que algunos de los hombres no murieron rápidamente de una fractura de cuello sino estrangulados hasta morir lentamente. Algunos informes indicaron que algunas ejecuciones tomaron entre 14 y 28 minutos. El Ejército negó las acusaciones de que la longitud de la caída fuese demasiado corta o que los condenados muriesen por estrangulamiento en lugar de una fractura en el cuello. Además, la escotilla era demasiado pequeña, por lo que varios de los condenados sufrieron sangrientas lesiones en la cabeza cuando golpearon los lados de la trampilla, mientras caían a través de ella.
Se rumorea que los cuerpos fueron llevados a Dachau para ser cremados, pero la versión oficial dice que fueron incinerados en un crematorio en Múnich y las cenizas esparcidas por el río Isar. Kingsbury Smith, del Servicio Internacional de Noticias, escribió un relato de un reportero testigo que vio los ahorcamientos. Su relato de prensa histórico apareció con fotos en los periódicos.

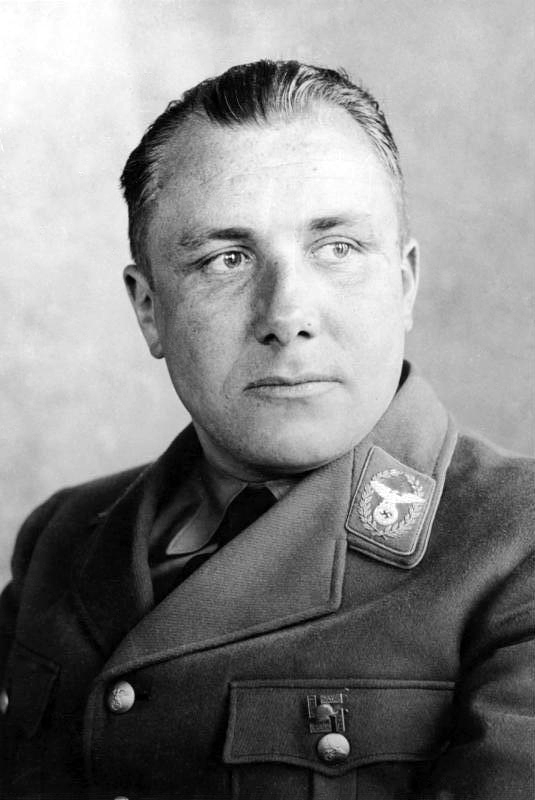
Martin Bormann fue sentenciado a muerte in absentia.
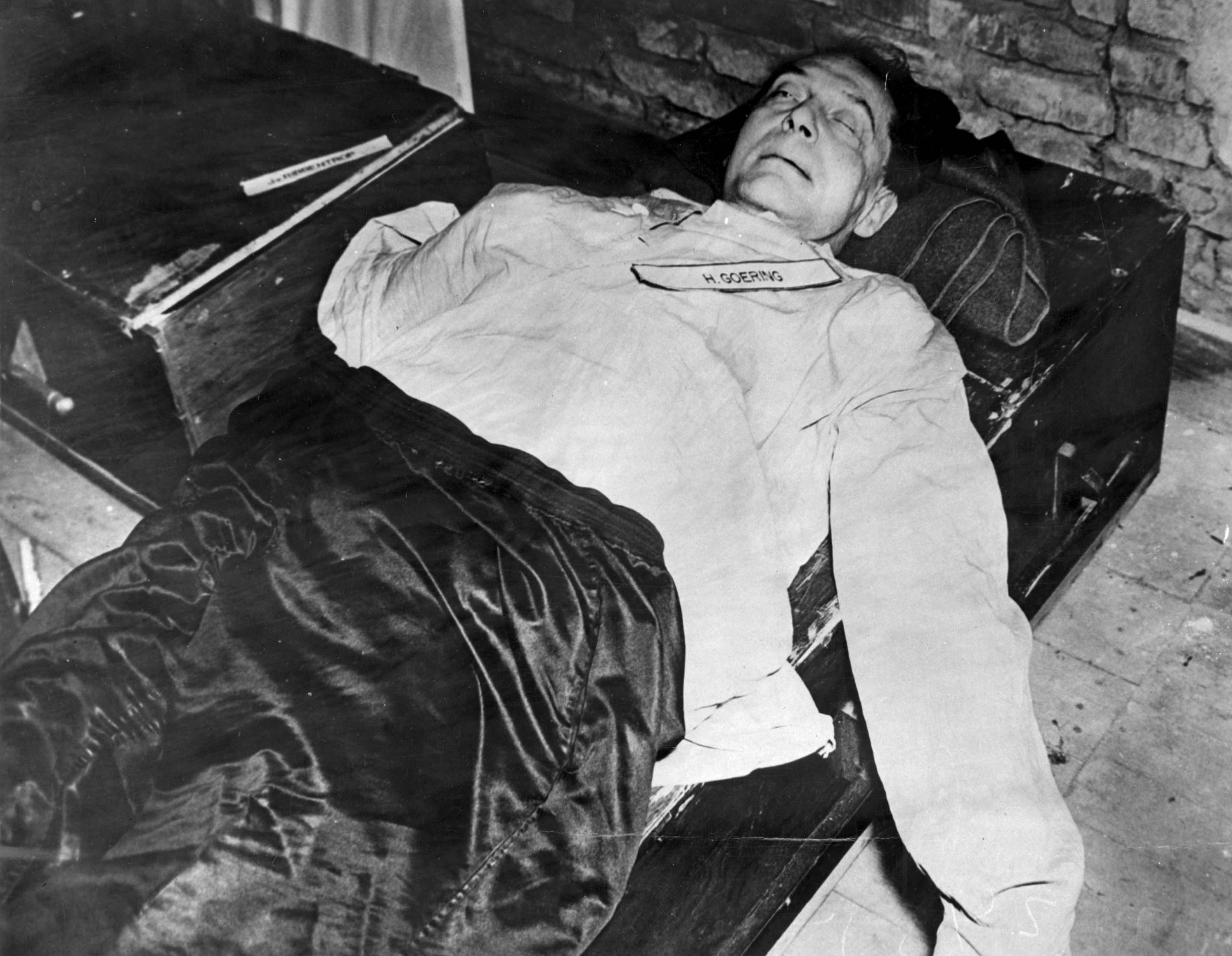
El cuerpo de Hermann Göring.
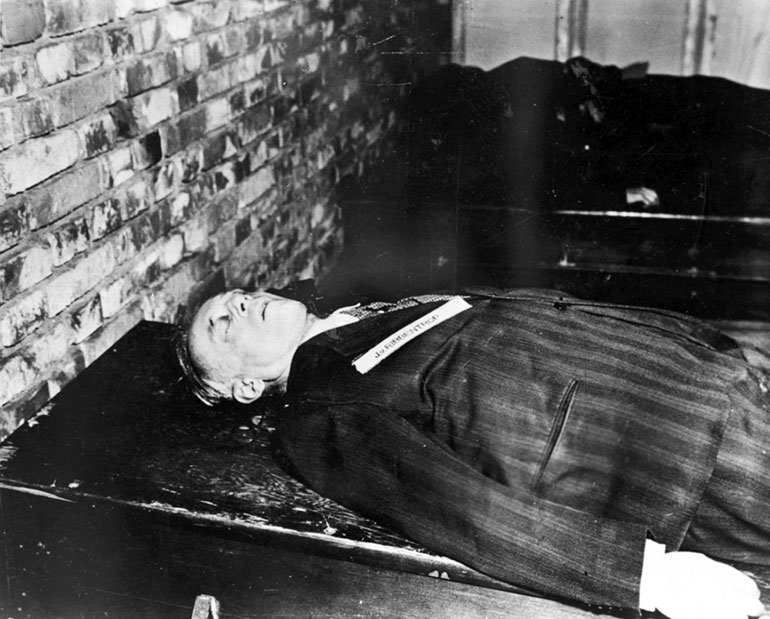
El cuerpo de  Joachim von Ribbentrop.
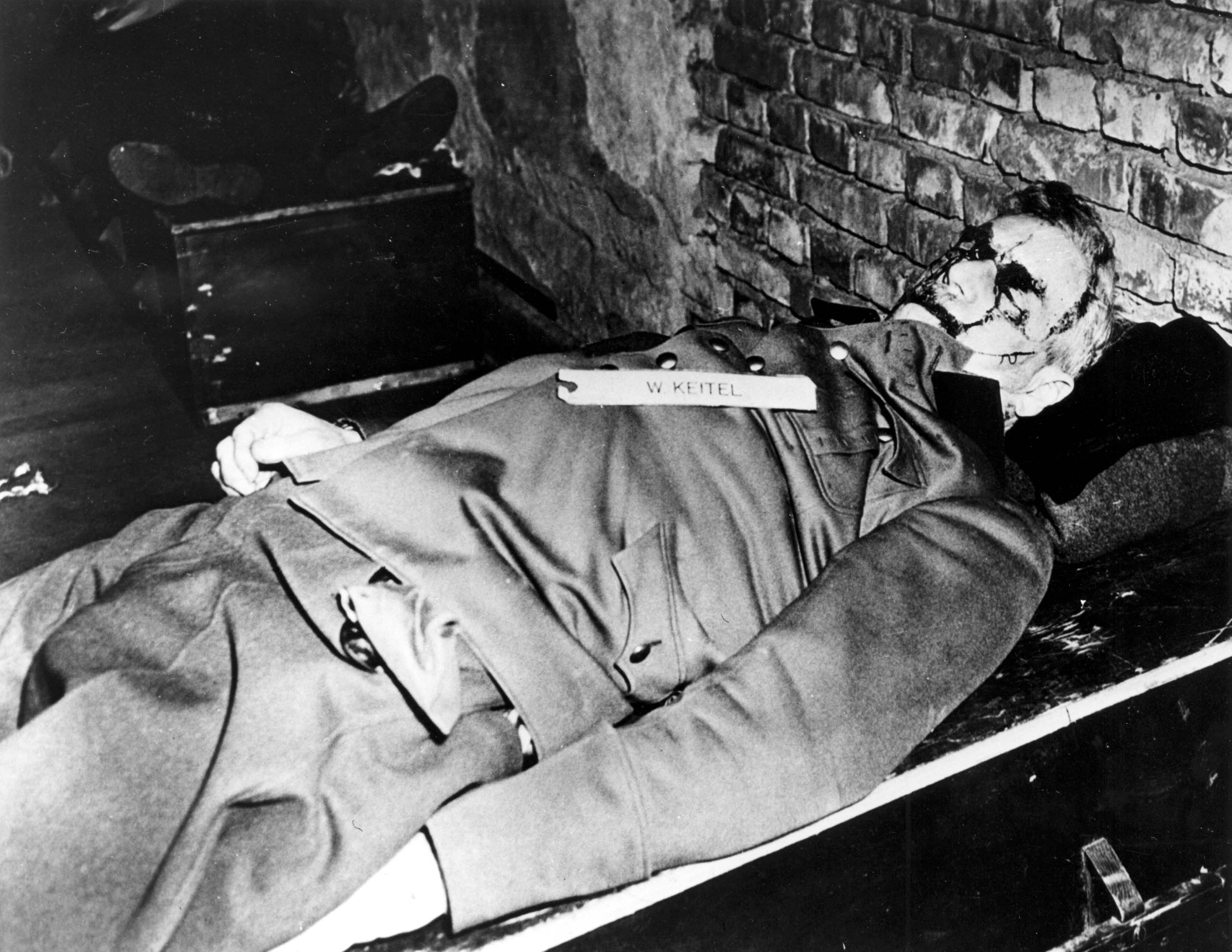
El cuerpo de  Wilhelm Keitel.
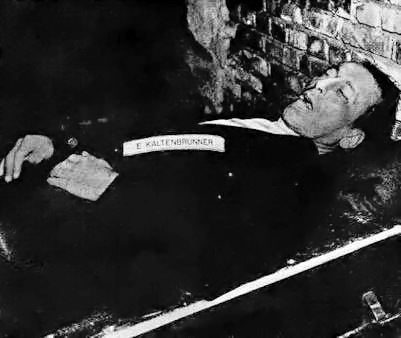
El cuerpo de Ernst Kaltenbrunner.
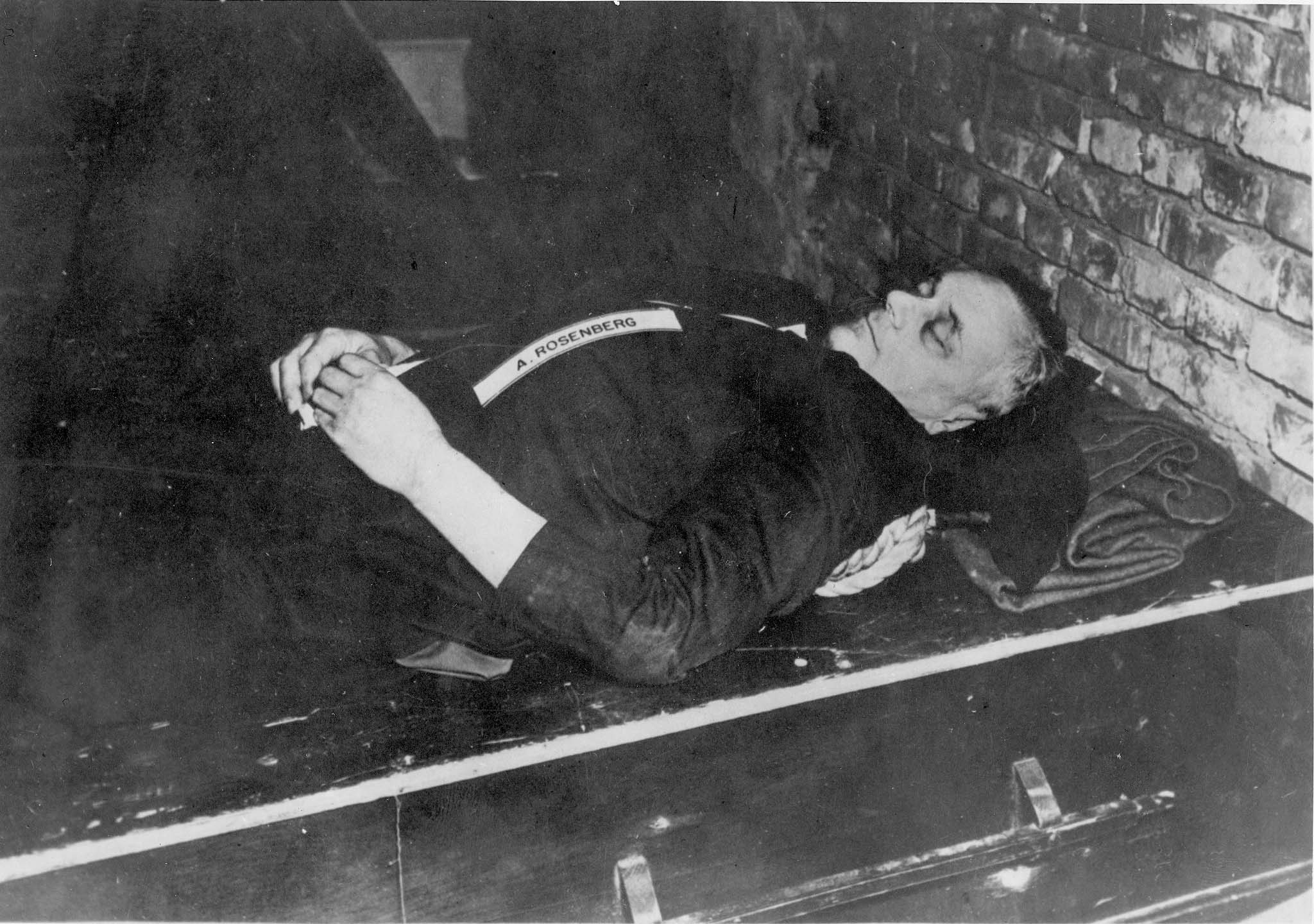
El cuerpo de Alfred Rosenberg.
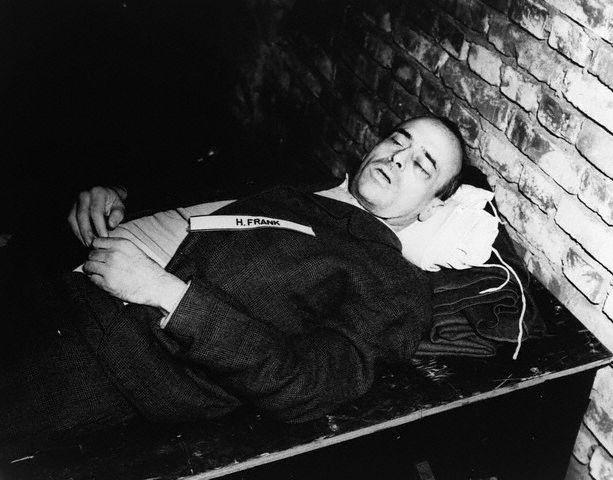
El cuerpo de  Hans Frank.
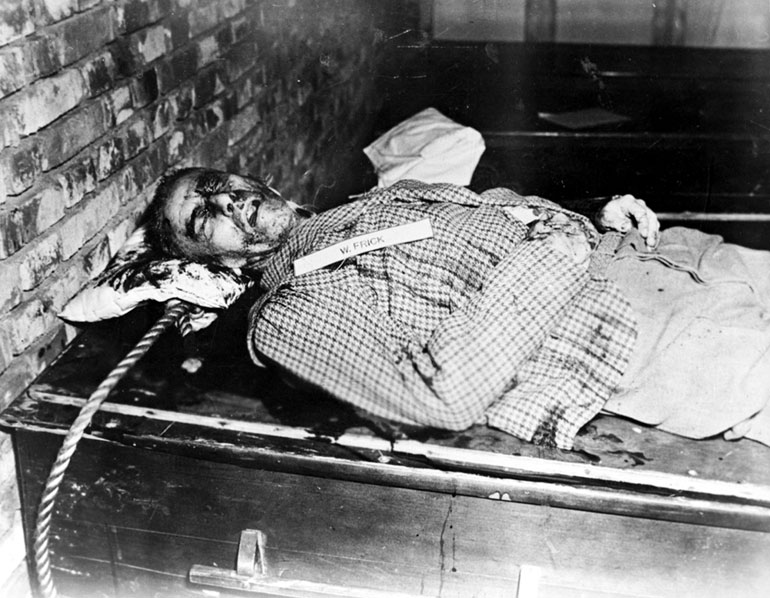
El cuerpo de Wilhelm Frick.
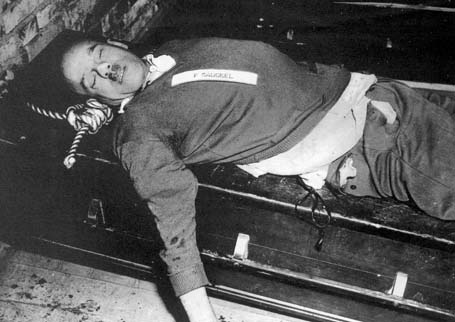
El cuerpo de Fritz Sauckel.
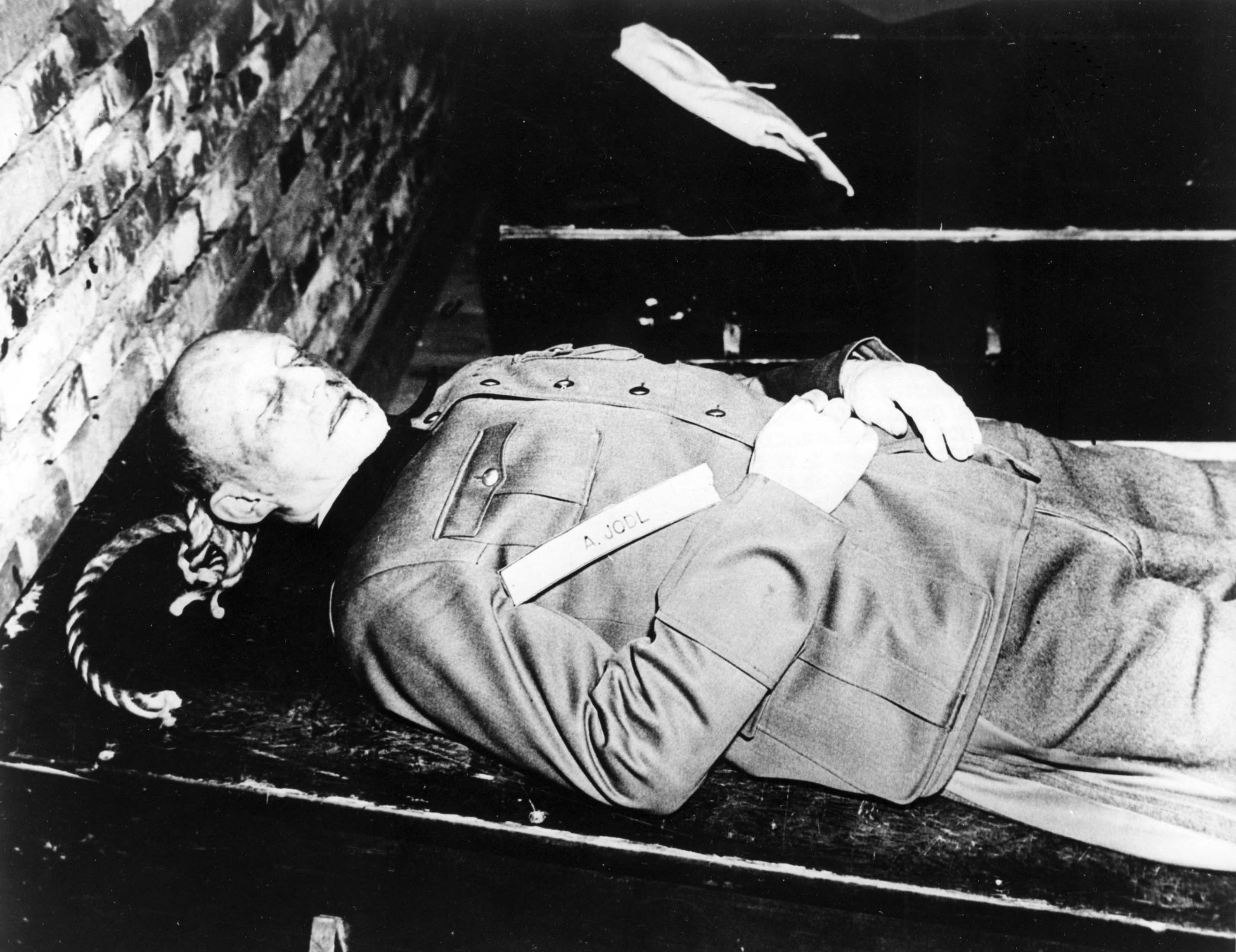
El cuerpo de  Alfred Jodl.
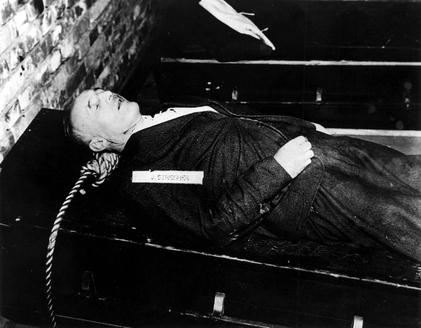
El cuerpo de Julius Streicher.
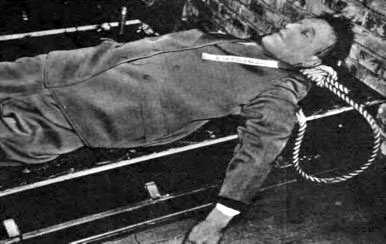
El cuerpo de Arthur Seyss-Inquart.
- Nota de prensa del 17 de octubre  con una captura de la ejecución en el minuto 4:39